# Юрок
Юрок (на английски: Yurok) е Калифорнийско индианско племе, което първоначално живее в областта около устието на река Кламат в северозападна Калифорния. Говорят език с два диалекта класифициран към Алгското езиково семейство.

## Име
Юрок е дума от езика Карук и означава „надолу“ и се отнася до местоположението на юрок спрямо племето карук. Самите те се наричат „Олекуо’л – хора“.

## Култура
Традиционната храна на племето била сьомгата. Допълвали диетата си със събирането на миди и ракообразни по крайбрежието и лова на дивеч в близките гори, както и събирането на различни растения, корени, семена и жълъди. Живеели в еднофамилни правоъгълни дървени къщи с наклонени или двускатни покриви, построени от греди и дъски от секвоя. Спрояли допълнително и подобни къщи за изпотяване, които служели за общежития на мъжете.
Основна обществена единица била малката патриархална група. Няколко такива групи образували по-голяма група или село със свой вожд, който бил най-богатият човек. Богатството било от първостепенно значение и определяло социалното положение на индивида. Около 10% от мъжете формирали племенната аристокрация, която била по-високопоставена от останалите. Аристократите се наричали „пейер – истински мъже“ и се хранели с отбрана храна, носели по-хубави дрехи от останалите и се държали по различен начин.
В топлото време хората обикновено носели малко дрехи. Мъжете често ходели голи или с набедреник, а жените с две престилки от еленова кожа. В студеното време се обличали с кожи. Обикновено мъжете изскубвали окосмяването по лицето си.

## История
Преди европейския контакт около 3000 души от племето живеят в 53 постоянни села в района на устието на река Кламат в северозападна Калифорния, където се установяват около 14 век. Срещат белите около 1775 г. Първият известен контакт е с ловци и търговци на Компанията Хъдсън Бей през 1827 г. Племето остава да живее доста изолирано от външни хора почти до 1850 г. През 1855 г. правителството създава за тях резерват на река Кламат. Приливът на заселници в Калифорния слез 1848 г. води до чести стълкновения между двете страни и масови кланета от страна на белите. Вследствие на това и на болестите населението им спада с до 75%, за да достигне най-ниското си ниво от около 700 души през 1910 г.
Днес юрок е най-многобройното племе в Калифорния, с повече от 5000 записани членове. Повечето от тях живеят в резервата Юрок (255 км2). Други живеят в ранчериите Беър Крийк, Биг Лагун, Тринидат, Блу Лейк и Елк Вали, както и в съседните общини.